# Sugimoto-dera
Sugimoto-dera (大蔵山観音院杉本寺?, Taizō-zan Kannon-in Sugimoto-dera) è un tempio buddista a Kamakura, nella prefettura di Kanagawa, in Giappone, uno dei più antichi templi di Kamakura e, insieme al Hōkai-ji, l'unico della denominazione Tendai. Il tempio è il primo del circuito di pellegrinaggio Bandō Sanjūsankasho. Due delle tre statue della dea Kannon custodiscono importanti proprietà culturali. Il Sugimotodera è soprannominato Geba Kannon ("Smonta Kannon"), perché i cavalieri non mancavano mai di scendere dai loro destrieri quando le passavano vicino. (Secondo una versione diversa della leggenda, i non credenti cadevano sempre dal loro cavallo quando passavano davanti al tempio.) Il tempio è un ramo del tempio (末寺?, matsuji) Hōkai-ji.

## Storia

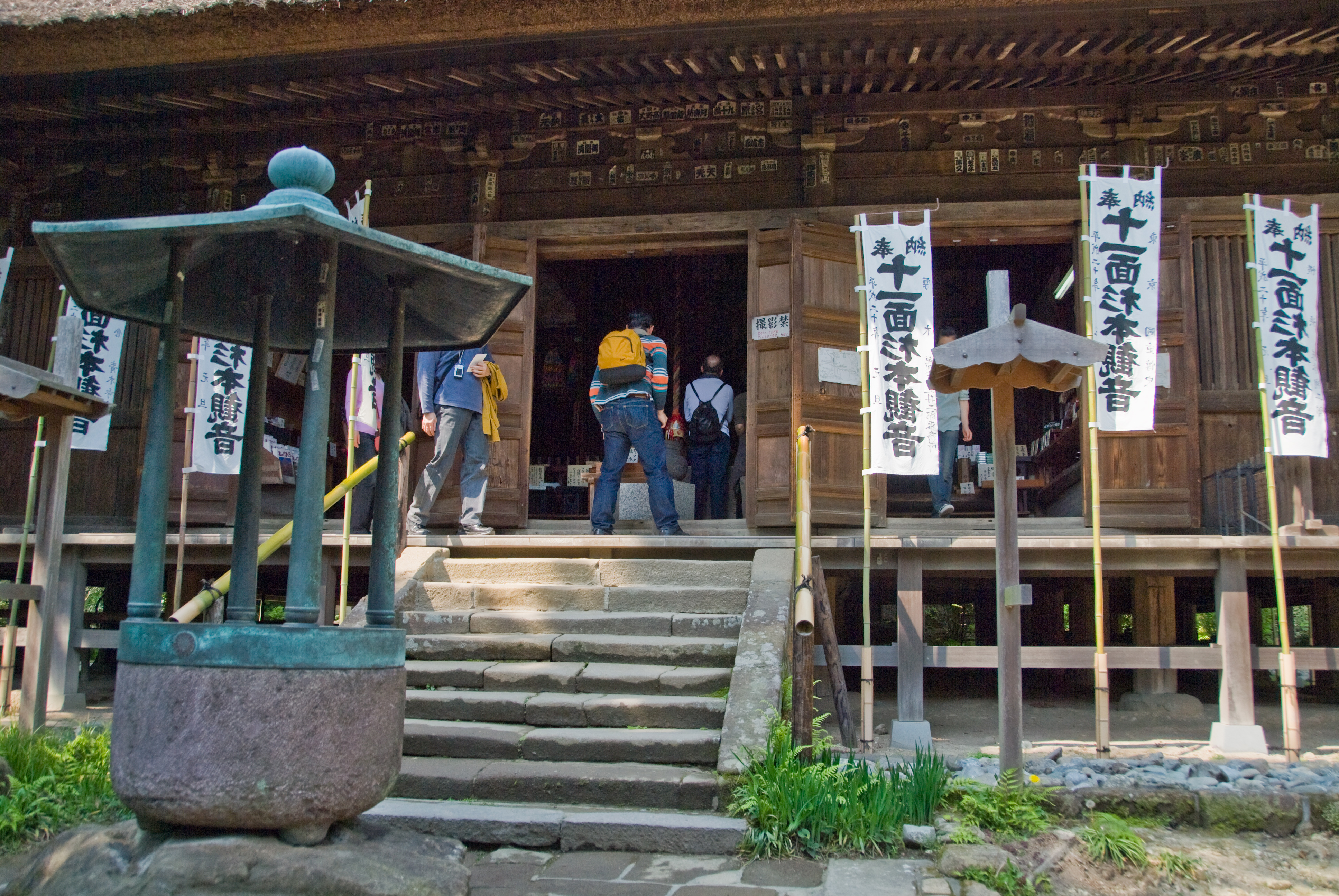
La sala principale (Kannon-dō)

Secondo gli archivi del tempio, il Sugimoto-dera fu fondato nel 734 dal ministro della corte imperiale Fujiwara no Fusasaki (681 - 737) e dal prete Gyōki su ordine dell'imperatore Shōmu.
La leggenda del tempio sostiene che l'imperatrice Komyo (701-760) nel periodo Nara (710-794) istruì Fujiwara e Gyoki (668-749) per costruire il tempio che custodiva una statua di undici teste di Kannon come principale oggetto di culto. È quindi considerato il più antico dei templi di Kamakura, precedendo lo shogunato di Kamakura di mezzo millennio.
I documenti dicono che nell'VIII secolo il prete Gyōki stava attraversando a piedi la regione del Kantō quando vide Kamakura dal monte Taizō (il Taizōzan nel nome del tempio) e decise di lasciare lì una statua della dea Kannon. Egli l'ha poi scolpita e incisa lui stesso. Dopo nel 734, All'imperatore Shōmu fu detto dalla stessa dea di costruire qui un tempio (l'Hon-dō). Nel 851, il tempio fu visitato da Ennin (794-864), che fece una nuova statua di Kannon a undici teste e la diede al Tempio. Ancora nel 985, l'imperatore in pensione Kazan (968-1008) disse al sacerdote Eshin Sōzu Genshin (942-1017) di scolpire un'ulteriore statua di Kannon a undici teste e custodirla nel tempio. Questo evento ha fatto innalzare il tempio come il primo del circuito di pellegrinaggio Bandō Sanjūsankasho, una serie di 33 templi buddisti nel Giappone orientale sacro alla Dea Kannon.
I resoconti storici del tempio sono rari, rimanendo la maggior parte del suo passato sconosciuto. Il Sugimoto-dera precede sicuramente il periodo Kamakura (1185-1333) ed è quindi, se non il più antico, tra i più antichi templi della città. L'Azuma Kagami lo chiama "Ōkura Kannondō", o "Sala Ōkura Kannon", dal vecchio nome della zona in cui sorge.
Il tempio fu visitato nel 1191 dallo Shōgun Minamoto no Yoritomo, che ordinò parecchie riparazioni.
Nel 1337, ben dopo la caduta dello shogunato avvenuta nel 1333, ci fu una battaglia nei locali del tempio tra i sostenitori di Hōjō e le forze di Ashikaga, e più di 300 samurai persero la vita. I molteplici gorintō (stupa di pietra) alla destra della sala principale furono posti lì in memoria di quelli che caddero in quell'occasione.
La storia del tempio durante il periodo Muromachi purtroppo non è nota.

## Punti di interesse

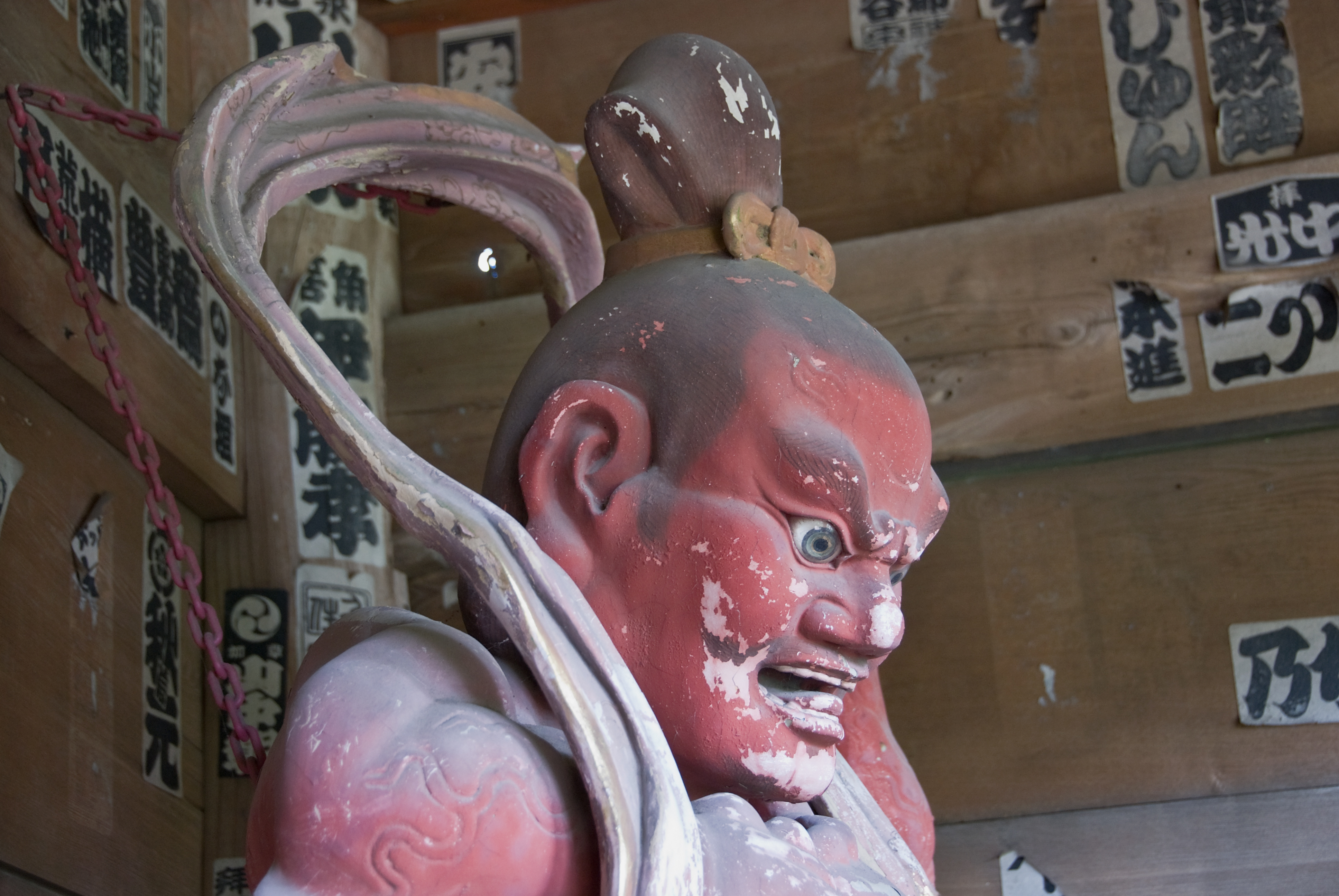
Un Niō all'ingresso dovrebbe essere opera di Unkei.

Le tre statue sedute di Kannon che la Sala principale custodisce sono il principale oggetto di culto del tempio. La statua sulla sinistra è presumibilmente quella costruita da Gyōki, ma sembra appartenere piuttosto al periodo del tardo Heian (dal 794 al 1185). Nonostante la sua dubbia attribuzione, la statua è un importante patrimonio culturale della città. Quella nel mezzo è la statua che si dice sia stata fatta da Ennin, che sembra anche essere del tardo periodo Heian ed è un importante patrimonio culturale nazionale. Quella a destra è la statua tradizionalmente attribuita a Genshin, che è stata datata nel medio periodo Kamakura che risulta essere un periodo precedente per essere attribuita a questo scultore. Anche questo lavoro è un importante patrimonio culturale nazionale. Nonostante la tradizione religiosa, nessuna delle statue sembra quindi essere attribuibile al suo supposto autore.
Una sera del 1189 un incendio distrusse l'intero Ōkura Kannondō, ma il bettō del tempio, un uomo chiamato Jōdai-bō, saltò nel fuoco e salvò le tre statue, posandole sotto un albero di cedro. Da questo episodio deriva il nome attuale del tempio, che letteralmente significa "Sotto il cedro". Il salvataggio fu ritenuto miracoloso e aumentò notevolmente la reputazione del tempio e il numero dei suoi pellegrini. La storia fu poi ulteriormente abbellita sostenendo che le statue poste al riparo sotto l'albero furono semplicemente trovate lì sotto.
Infine, i due guerrieri della porta Niō (il Niōmon, vedi foto), sono attribuiti dal tempio al famoso scultore Unkei, ma l'ipotesi non è supportata da alcuna prova.